# Luís Ortigão Burnay
Luís Eduardo de Ortigão Burnay (Lisboa, 1884- Lisboa, 24 de Dezembro de 1951) foi um pintor português do século XX.
Considera-se que se notabilizou pelas suas expressivas águas-fortes mas, também são apreciados os seus desenhos à pena, a tinta-da-china e coloridos a aguarela. Foi ainda um retratista de reconhecido mérito que, na opinião crítica de Fernando de Pamplona, “interpretou tipos do povo e perfis de intelectuais com igual penetração e elegância”.
Por encomenda, executou para diversas instituições nacionais retratos de figuras marcantes da época, como é o caso de Salazar e do cardeal patriarca de Lisboa D. António Mendes Belo. 
Participou em muitas exposições da Sociedade Nacional de Belas-Artes onde foi premiado várias vezes e está representado com as suas obras em diversos museus nacionais e estrangeiros e em muitas coleções particulares de relevo.

## Biografia
Estudou pintura em Lisboa com o Mestre Luciano Freire. Depois, em Paris desenvolveu os seus estudos com Marcel Baschet e Desiré Lucas e frequentou a Academie Julian.
Ocupou os cargos de conservador e restaurador do Museu Nacional de Arte Antiga onde fundou a secção de calcografia. Há igualmente indícios de que tenha trabalhado com Fernando Mardel até 1936.
Segundo a tradição familiar, quando estava na praia ou na vila da Ericeira e encontrava um qualquer veraneante com um tipo fisionómico interessante, imediatamente desenhava-o no momento a lápis.
Das várias dezenas de desenhos retratam inequivocamente figuras sobejamente conhecidas da Ericeira, como o Dr. Rivotti (grande amigo do artista) ou o pintor João Alves de Sá.

## Dados familiares
Era o filho mais velho do médico Dr. Eduardo Burnay e neto de escritor Ramalho Ortigão.
Casou em 1923 com Maria José de Bastos Pisani da Cruz, a filha mais nova de José Pisani da Cruz, proprietário da Quinta dos Chãos em Santo Isidoro e, também, Presidente da Câmara de Mafra (1902-1904). Com geração.